# روت گباگبی
روت گباگبی (انگلیسی: Ruth Gbagbi؛ زادهٔ ۷ فوریهٔ ۱۹۹۴) یک تکواندوکار اهل ساحل عاج است.
وی در مسابقات بین‌المللی در مجموع برندهٔ ۱ مدال برنز شده‌است.